# Iúçufe Camil Paxá

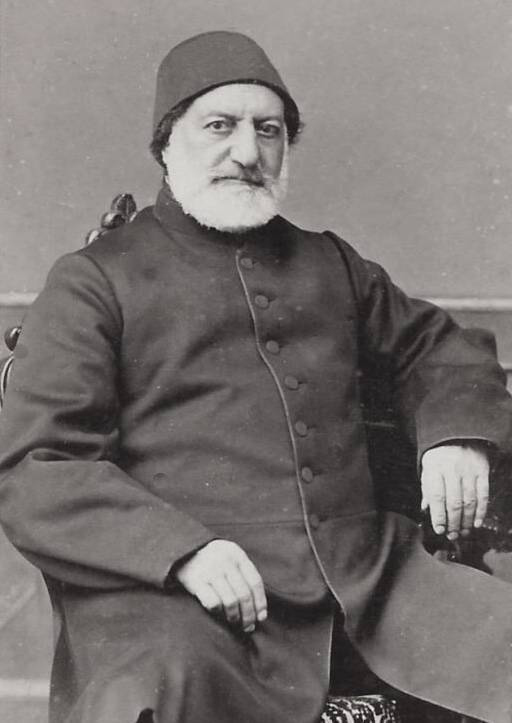
Retrato dos anos 1860

Iúçufe Camil Paxá (em turco: Yusuf Kamil Paşa; 1808, Arapeguir - 1876, Constantinopla) foi um estadista otomano. Ele foi grão-vizir do Império Otomano de 5 de janeiro de 1863 até 1 de junho de 1863, durante o reinado de Abdulazize. Ele tinha admiração e interessava-se pela cultura ocidental.